# Christian Gottlieb Reichard

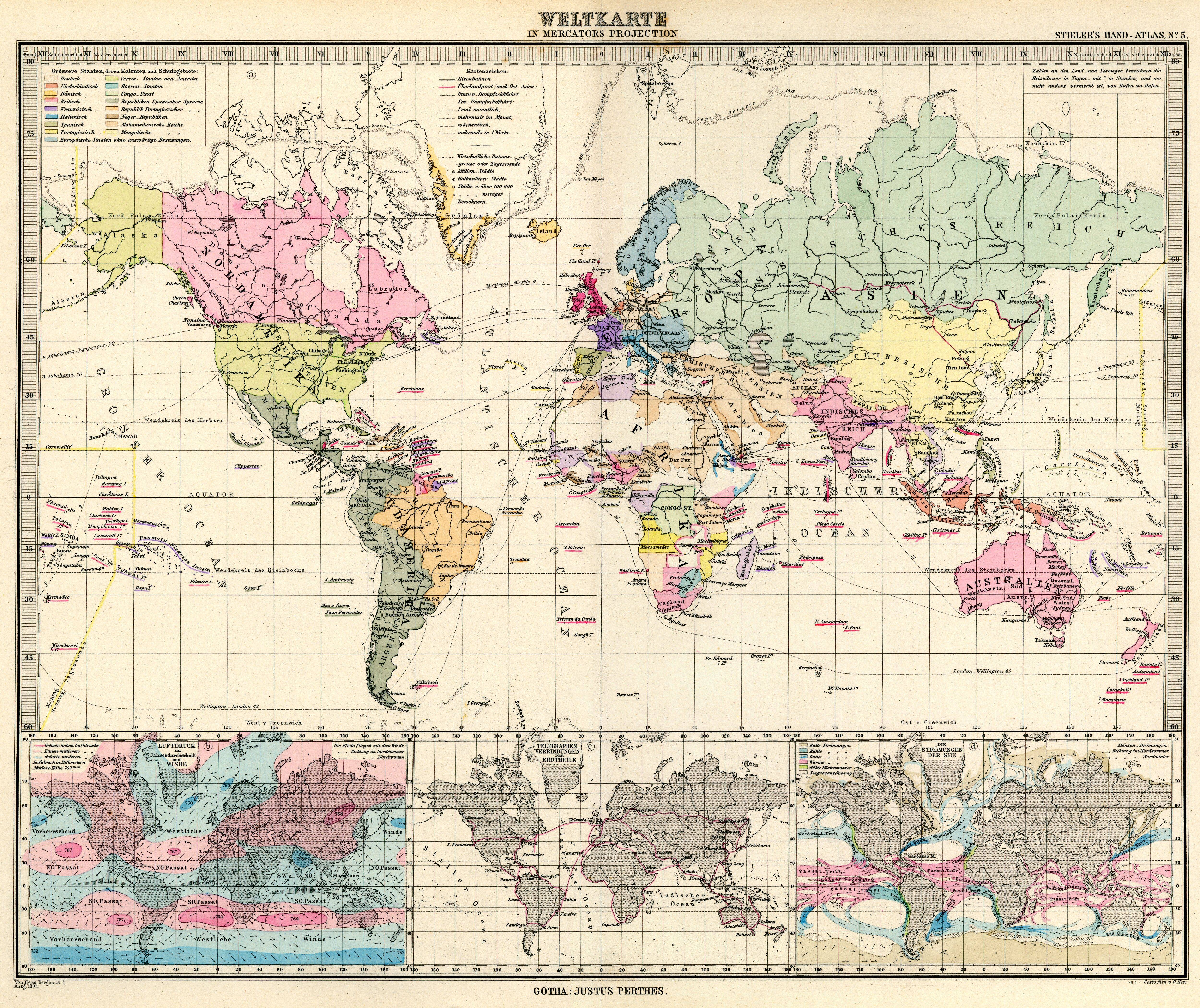
Mapa świata z 1891, Stielers Handatlas

Christian Gottlieb Reichard (ur. 26 czerwca 1758 w Schleiz, zm. 11 września 1837 w Bad Lobenstein) – niemiecki kartograf.
W latach 1817–1823 współpracował z Adolfem Stielerem nad pierwszą edycją Stielers Handatlas, który został wydany przez Justusa Perthesa.

## Dzieła
- Atlas Des Ganzen Erdkreises in der Central Projection (1803)
- Charte von Nord America (1804)
- Orbis terrarum antiquus (1824)
- Weltkarte nach der Mercator-Projektion (1825)